# Greffe de vie
Greffe de vie est une fondation reconnue d'utilité publique depuis le 25 novembre 2005. Son but est d'œuvrer en faveur du don d'organe et de la greffe.
Cette fondation a été créée en 2004 par Jean-Pierre Scotti. Elle a pour parrain Bernard Laporte et pour marraine Charlotte Valandrey.
Ses actions s'articulent autour de quatre axes :
- la sensibilisation du public sur le don d'organes et la greffe ;
- le soutien à l'activité de prélèvement et de greffe ;
- le financement de la recherche médicale en transplantation ;
- l'aide aux malades.

## Passeport de vie
Greffe de vie a créé un Passeport de Vie. Le Passeport de Vie est destiné à inciter et à faciliter la démarche du don d'organe.
Ce passeport contient :
- une carte de donneur à conserver sur soi ;
- une série de trois cartes témoins, à transmettre à ses proches pour les informer de sa décision, afin qu’ils soient en mesure d’en témoigner.